# Faustino Rayo
Faustino Rayo cuyo verdadero nombre era Faustino Lemus Rayo (Roldanillo, Valle del Cauca, 1 de mayo de 1836-Quito, 6 de agosto de 1875) fue un militar colombiano-ecuatoriano, y el asesino de Gabriel García Moreno.

## Biografía
Faustino Lemus Rayo fue un militar colombiano nacido en Roldanillo, departamento del Cauca, en 1836. Era hijo de José Lemus y María Rosa Rayo. Aunque su apellido completo era Lemus Rayo, la historia lo recuerda mayormente como "Rayo", en alusión al presagio que afirmaba que solo un "rayo" podría acabar con García Moreno.
Desde joven se trasladó al Ecuador, donde adoptó la nacionalidad ecuatoriana y en 1858 comenzó a militar bajo las órdenes de Gabriel García Moreno. Fue descrito como valiente, leal y de confianza, desempeñando tareas difíciles y combatiendo en la batalla de Guaspud en 1863 contra su tierra natal, donde mostró gran valor antes de caer prisionero. Para García Moreno, era un hombre terrible por su audacia y sus acciones.
En 1865, tras el primer gobierno de García Moreno, Rayo se retiró al oriente ecuatoriano para evitar represalias políticas y dedicarse al comercio. Regresó a Quito en 1871 para trabajar en un taller en su hogar, pero para entonces ya se había distanciado y enemistado con García Moreno.

### Asesinato de Gabriel García Moreno
El 6 de agosto de 1875, a unos días de iniciar el que hubiese sido su tercer periodo presidencial, el presidente Gabriel García Moreno fue asesinado afuera del Palacio de Carondelet, en Quito, por un grupo de opositores liderados por Rayo, quien lo atacó con un machete. El presidente murió a consecuencia de las heridas causadas por Rayo, y los disparos a quemarropa de los revólveres de sus tres conspiradores. García Moreno había ya  dos veces presidente de Ecuador (de 1859 a 1865 y de 1869 al día de su muerte, en 1875), y se destacó por sus puntos de vista conservadores y católicos, y su compromiso de promover los campos de la ciencia y la educación superior en América Latina.
Muchos liberales en Ecuador y en toda América Latina detestaban a García Moreno, y su elección para un tercer mandado en agosto de 1875 se consideró su sentencia de muerte. Previamente, Rayo y sus co-conspiradores ya habían intentado varias veces asesinarle, sin haber logrado el éxito. Justo un par de días antes de su muerte, García Moreno escribió al papa Pío IX para pedirle su bendición antes de su investidura, programada para el 30 de agosto:

"Deseo obtener su bendición antes de ese día, para tener la fuerza y la luz que tanto necesito para ser, hasta el fin, un hijo fiel de nuestro Redentor y un sirviente leal y obediente de Su infalible vicario. Ahora que las logias masónicas de los países vecinos, instigadas por Alemania, vomitan contra mí todo tipo de insultos atroces y calumnias horribles, ahora que las logias están organizando en secreto mi asesinato, tengo más necesidad que nunca de la protección divina para que pueda vivir y morir en defensa de nuestra santa religión y de la amada república que una vez más estoy llamado a gobernar."

Su predicción fue correcta, y fue asesinado tras salir de la Catedral de Quito, y dirigirse al palacio de Carondelet, sede del gobierno ecuatoriano. Sus últimas palabras fueron: "¡Dios no muere!". Rayo, líder de los asesinos, lo había asaltado con seis o siete golpes de machete, y sus tres conspiradores dispararon sus revólveres.

## Muerte
Su implicación en el asesinato de García Moreno, sigue siendo objeto de debate. Algunas versiones apuntan a motivos personales, como supuestas relaciones del mandatario con su esposa, conflictos económicos o medidas de García Moreno para mantenerlo alejado de Quito.
Tras el asesinato, Rayo fue capturado mientras intentaba huir, pero fue ejecutado sumariamente por un disparo del cabo Manuel López, lo que impidió que pudiera testificar. Este hecho sugiere que el Cuartel Militar, bajo el mando del general Francisco Javier Salazar, podría haber estado implicado o al tanto del complot.